# Geohowdenius opacus
Geohowdenius opacus е вид бръмбар от семейство Geotrupidae.

## Ареал
Разпространен е в централните щати на САЩ (Мичигън, Небраска, Уисконсин, Канзас и Оклахома).

## Описание
Дълъг е около 18 mm. Окраската е бледочерна, а на елитрите слабо се виждат надлъжни линии.